# У трагању за Вивијан Мајер
У трагању за Вивијан Мајер (енгл. Finding Vivian Maier) амерички је документарни филм у режији Џона Малуфа и Чарлија Сискела из 2013. Џон Малуф је 2007. на аукцији у Чикагу купио сандук пун неразвијених фотографских негатива непознате фотографкиње по имену Вивијан Мајер. Заинтересован њиховом естетском лепотом почео је да их објављује прво на интернету, а затим да приређује и прве изложбе, покушавајући у исто време да открије ко је њихов аутор. Временом су ове фотографије почеле да привлаче велику пажњу публике, стручњака и медија, а клупко мистерије око личности Вивијан Мајер (1926—2009) се почело одмотавати, разоткривши необичну, ексцентричну жену, која је већи део живота радила као дадиља и страствено фотографисала, без икакве намере да своје радове представи јавности и која је на крају умрла хранећи се по контејнерима. У документарцу осим Малуфа и стручњака за фотографију говоре и Мајерини бивши послодавци и особе које је чувала док су били деца. Они причају о необичном животу тајанствене и мрачне особе, иза које се крила велика уметница непозната свету, чији је рад за ово кратко време већ описан као један од нафасцинатнијих прозора у амерички живот друге половине двадестог века. Филм је приказан на неколико филмских фестивала и номинован је за Оскара у категорији најбољи дугометражни докуменатрац 2015.